# Dinastia Sui

La Xina durant la dinastia Sui

La dinastia Sui (581-618), en xinès:隋朝 Suí cháo, va ser una dinastia xinesa de poca durada que va unificar la Xina al segle vi. Va estar precedida per les dinasties Meridionals i Septentrionals i va acabar amb prop de quatre-cents anys de divisions entre règims rivals. Va ser seguida per la dinastia Tang.
La dinastia Sui va ser fundada per l'emperador Wen de Sui, i la seva capital es va establir a Luoyang. Durant el seu regnat es va unificar la Xina del nord i del sud quan el 587 conquerí Liang Occidental i el 589 el territori dels Chen. Els Sui van construir el gran Canal de la Xina. Els emperadors Wen de Sui i emperador Yang de Sui emprengueren diverses reformes incloent el sistema d'igual camp per reduir la diferència entre camperols rics i pobres. Es va institucionalitzar el sistema de Tres Departaments i sis Ministres, es va estandarditzar i unificar l'encuny de moneda, i es va millorar la defensa amb l'expansió de la Gran Muralla xinesa. També es va estendre el budisme unint les variades ètnies i cultures xineses.
La dinastia Sui va quedar afeblida per les costoses guerres contra Koguryö que acabaren amb la desfeta dels emperadors a principi del segle vii i la dinastia es va acabar desintegrant amb l'aparició de revoltes popular, deslleialtats i assassinats.

## Emperadors de la dinastia Sui

### Wen de Sui (文帝) 581-604
De nom Yang Jian, va nàixer a Huayin, Hongnong, província de Shaanxi. El seu pare Yang Zhong va ser un militar i aristòcrata de la vall del Wei, durant la dinastia Zhou del Nord, que va obtenir el grau de general i el títol de "Duc Sui", distinció que Wen va heretar.
En 587 conquerí Liang Occidental i finalment l'any 589 Wen va enviar les seves tropes cap al sud per lluitar contra la dinastia Chen i poder unificar el país. També va posar fi a la llarga situació de caos de la Xina, va sotmetre les tribus aborígens i va portar la pau arreu del país. Durant el seu regnat es van assolir importants nivells de prosperitat econòmica. Malgrat l'expansió del budisme, es van aplicar els criteris confucianistes, incorporant lletrats als llocs administratius del poder. Wen va fracassar en la seva expedició contra Koguryö el 598 però el 602 va derrotar la dinastia Lý anterior i reincorporar el Vietnam als dominis xinesos. Va regnar durant 24 anys fins a ser assassinat pel seu fill Yang Guang. Està enterrat al mausoleu de Tai a Sanzhiyuan al sud-est de Fufeng. Durant el regnat de l'emperador Wen va publicar-se el Codi Kaihuang un conjunt de lleis amb 20 seccions i 500 articles i quatre categories de càstigs, que d'alguna forma van servir de base per a les posteriors dinasties.

### Yang de Sui (煬帝) 604-618
L'emperador Yang de Sui es va comprometre amb diversos grans projectes de construcció, sobretot la finalització del Gran Canal i la reconstrucció de la Gran Muralla. Va promulgar la "Daye Lu" (La Llei de la Gran Causa). També va ordenar diverses expedicions militars que van portar Sui a la seva màxima extensió territorial, una de les quals, la conquesta de Txampa, va provocar la mort de milers de soldats Sui per malària. Aquestes expedicions, juntament amb una sèrie de campanyes desastroses contra Koguryö, van deixar l'imperi en fallida i la població en revolta. Amb el nord de la Xina en agitació, l'emperador Yang va passar els seus últims dies a Yangzhou. Gran part del nord de la Xina es va dividir entre Li Mi a la zona al voltant de Luoyang, Dou Jiande al nord-est, Xue Ju a l'extrem nord-oest i Li Yuan a Shanxi. A principis del 617, Li Yuan va derrotar el kanat dels Turcs Orientals consolidant el seu poder a les muntanyes de Taiyuan i l'estiu del 617 aixecà un exèrcit i marxà cap a Chang'an amb els turcs i després de derrotar els Sui a la batalla de Huoyi la capital va caure a finals d'any, va acabar amb Xue Ju i va ocupar Sichuan i la vall del riu Han. Yang de Sui finalment va ser estrangulat en un cop d'estat liderat per membres del seu entorn a Jiangdu el 618.

### Gong de Sui 617-619
Li Yuan es va rebel·lar contra el govern de Yang de Sui l'any 617 i va capturar la capital Chang'an, nomenant Yang You com a emperador titella amb el nom de Gong de Sui, tanmateix, només els comandaments sota el control de Li van reconèixer a Yang You com a emperador i la resta de comandaments van continuar reconeixent l'emperador Yang com a emperador. L'any 618, després que va arribar la notícia que l'emperador Yang havia estat assassinat pel general Yuwen Huaji, Li va fer que el jove emperador li cedís el tron amb el nom d'Emperador Gaozu de Tang, i va fer assassinar i executar Yang You un any després completant la transició de Sui a Tang. No obstant això, després d'ell, el seu germà Yang Tong va reclamar el tron i va continuar fent-ho fins al 619.